# NGC 22
NGC 22 (ook wel PGC 690, UGC 86, MCG 5-1-39 of ZWG 499.55) is een spiraalvormig sterrenstelsel in het sterrenbeeld Pegasus.
NGC 22 werd op 2 oktober 1883 ontdekt door de Franse astronoom Édouard Jean-Marie Stephan.